# Жетісу
Жетісу́ (каз. Жетісу) — село у складі Жетисайського району Туркестанської області Казахстану. Входить до складу Макталинського сільського округу.
У радянські часи село було частиною села Махтали, до 2021 року називалось Чехово.
Населення — 1109 осіб (2021; 1422 у 2009, 1498 у 1999, 1215 у 1989).